# Torrent de les Esglesietes
El Torrent de les Esglesietes és un afluent per l'esquerra de la Rasa de Vilamala, a la Vall de Lord.

## Descripció
Neix a 1.203 msnm a la banda meridional de la Planella de Sòbol, a 100 m. escassos al SO de les runes de la masia de Sòbol, al terme municipal de Navès. De direcció predominant nord-sud, després d'acabar de trravessar l'esmentada planella, s'endinsa dins del Clot de Vilamala saltant els Cingles de les Esglesietes i desguassa a la Rasa de Vilamala a 828 m. d'altitud i a uns 460 m. aigües amunt de l'embassament de la Llosa del Cavall.
Tota la seva conca està integrada en el Pla d'Espais d'Interès Natural (PEIN) de la Generalitat de Catalunya i més concretament en l'espai Serres de Busa-Els Bastets-Lord.

## Termes municipals per on transcorre
Tot el seu curs trancorre pel terme municipal de Navès.

## Xarxa hidrogràfica
La xarxa hidrogràfica del Torrent de les Esglesietes està integrada per un total de 2 cursos fluvials, el torrent pròpiament dit i un afluent per l'esquerra. La totalitat de la xarxa suma una longitud de 946 m.